# Чатем (Англія)
Чатем (англ. Chatham) — місто та морський порт, у районі Медвей, що знаходиться у графстві Північний Кент, регіон Південно-Східна Англія, Англія, Сполучене Королівство. Чатем, разом з містами Струд, Рочестер, Джиллінгем та Рейнгам утворюють конурбацію міст, так зване Медвей Таунз, що розташоване на берегах річки Медвей, яка впадає в естуарій річки Темза. Місто з'явилось у 1568 році у зв'язку з виникненням корабельнь Chatham Dockyard. Станом на 2011 рік населення міста — 76 792 особи.

## Зміст
Назва Чатем вперше згадується у 880 році як Cetham. Довгі роки Чатем залишався невеликим селищем, поки в 1568 році Єлизавета I не вибрала його для розміщення суднобудівного заводу Chatham Dockyard. З того часу з доків заводу вийшли десятки суден і підводних човнів. Протягом багатьох років у Чатемі існувала база військово-морських сил Великої Британії. Незважаючи на те, що в 1984 році верф була закрита, в місті залишилося чимало споруд, що належали Королівському флоту — казарми і форти XIX століття, штаб корпусу королівських інженерів. Для захисту суднобудівних заводів у місті будувалися укріплені форти. Закриття доків призвело до того, що більше 7 000 чоловік одночасно втратили роботу, а рівень безробіття в місті зріс до 23 %.
У даний час розглядається заявка на внесення історичних доків Чатема до списку Всесвітньої спадщини ЮНЕСКО.

## Хронологія подій міста
- 1512 — використання річки Медвей для якірної стоянки Королівського флоту;
- 1567 — стоянка суден в Чатемі;
- 1579 — перше легке допоміжне судно «Мерлін» спущено на воду в Чатемі;
- 1586 — пятгарматний напівбаркас «Санні» водотоннажністю 56 тонн і вельбот «Севен Старз» — 140 тонн продовжували добудовуватися;
- 1668—1698 — побудовано 30 кораблів;
- 1759—1765 — побудований 104-гарматний флагманський корабель «Вікторі» адмірала Нельсона;
- 1843 — відкрита перша технічна школа на верфі;
- 1908 — секретний спуск на воду підводного човна С-17;
- 1914-1918 — побудовано 16 кораблів і 12 підводних човнів;
- 1966 — остання з 57 підводних човнів спущена на воду;
- 1968 — запущено комплекс для ядерних субмарин;
- 1984 — офіційне закриття Її Величності Королівської військово-морської верфі в Чатемі.